# Gøngehøvdingen (tv-serie)
 For alternative betydninger, se Gøngehøvdingen. (Se også artikler, som begynder med Gøngehøvdingen)
Gøngehøvdingen er en dansk tv-serie fra 1992, der er instrueret af Peter Eszterhás og manuskriptet er skrevet på baggrund af Carit Etlars roman Gøngehøvdingen af Bjarne O. Henriksen og Gert Henriksen. Musikken er komponeret og udført af Sebastian ledsaget af DR UnderholdningsOrkestret. 
Serien blev første gang vist i 1992 i 13 afsnit på DR1, som stod for produktionen af den hidtil dyreste tv-serie Danmarks Radio har produceret, og igen i år 2004 på samme kanal i restaureret billede- og musikkvalitet, forkortet ned til 6 afsnit samt eftersynkroniseret med svenske stemmer. Serien modtog blandet kritik ved premieren, men var en stor seersucces og havde astronomiske seertal, de største seertal nogensinde set ved en premiere på en TV-serie med over 2 mio. seere. Efterfølgende tilbageblik har også kritiseret serien, bl.a. for at lægge sig for meget over filmen fra 1961.

## Handlingen
Året 1658 er et skidt år for Danmark, krigen mod Sverige tærer meget på den danske pengepung, og desuden er Jylland, Fyn og øerne blevet indtaget og kun Sjælland står uberørt. I vinteren 1658 er frosten så hård og bidende, at Storebælt fryser til, og den svenske hær anført af selveste Kong Karl 10. Gustav kan drage over isen fra Fyn til Langeland og Lolland og begynde invasionen af Sjælland. 
Den danske konge Frederik 3. beder den berømte skånske krigshelt Svend "Gønge" Poulsen om hjælp, han får til opgave at samle alle sine krigere og gøre livet surt for den svenske invasion af Sjælland.
Da de svenske tropper når Sydsjælland, modtages de af barbariske angreb fra gøngerne. Imens at Svend Poulsen render rundt og generer de svenske tropper, fører han samtidigt også et hemmeligt kærlighedsforhold til den unge adelsfrøken Julie Parsberg.
Svend Poulsen og hans tro ven og svoger Ib får til opgave at hente 50.000 rigsdaler i Vordingborg Kirke og bringe dem til København. Men at komme forbi de svenske linjer er svært, og det bliver bestemt ikke bedre da den tyske kaptajn Mannheimer og hans ledsager, heksen Kulsoen, jagter dem på livet for at få fingre i de mange penge. Den svenske oberst Sparre, der har fået til opgave at finde og dræbe Svend Poulsen, viser sig at være en hårdere modstander end forventet, og han besætter også Jungshoved Slot, hvor Svends elskerinde Julie Parsberg befinder sig. 
Pengene afleveres hos Kongen, som giver Lundbygaard til Svend Poulsen som tak for hjælpen. Ib bliver ikke glemt, og han gøres til Vagtmester. Tilbage i Jungshoved støder gøngerne ind i både Mannheimer og i Kulsoen, og nu skal regnskabet gøres op med fjenden.

## Produktion
Tv-serien blev optaget på berømte lokationer såsom Frederiksborg slot i Hillerød, herreborgen Borreby i Skælskør, Holmegaard Gods, Jægersborg Dyrehave, Vordingborg Slot og Gåsetårnet, Den Gamle By i Aarhus, Rosenborg Slot, Løvenborg.

## Medvirkende
Rollebesætningen består af en perlerække af kendte, folkekære skuespillere, bl.a.:
- Svend Poulsen spilles af Søren Pilmark
- Ib Abelsøn spilles af Per Pallesen
- Jens Jerntrøje spilles af Asger Reher
- Kaptajn Manheimer spilles af Jens Okking
- Kulsoen spilles af Kirsten Lehfeldt
- Ane Marie spilles af Benedikte Hansen
- Palle spilles af Adam Brix Schächter
- Kong Frederik 3. spilles af Henning Jensen
- Gøngen Jens Jerntrøje spilles af Asger Reher
- Gøngen Abel spilles af Søren Hauch-Fausbøll
- Gøngen Hartvig spilles af Henrik Larsen
- Gøngen Tam spilles af Kurt Ravn
- Gøngen Ving spilles af Jarl Forsman
- Oberst Sparre spilles af Bent Mejding
- Kaptajn Kernbock spilles af Michael Lindvad
- Dronning Sophie Amalie spilles af Charlotte Sieling
- Kgl. Kammerskriver Christoffer Gabel spilles af Søren Rode
- Inger Dam spilles af Marianne Mortensen
- Kaspar Dam spilles af Paul Hagen
- Ellen Dam spilles af Maria Garde
- Manfred Fisker spilles af Buster Larsen
- Den Sorte Dame spilles af Susanne Breuning
- Kapellanen Tange spilles af Morten Suurballe
- Julie Parsberg spilles af Wencke Barfoed
- Else Parsberg spilles af Ilse Rande
- Kaptajn Kai Lykke spilles af Flemming Enevold
- Ridder Ulrik Kørbitz spilles af Henrik Kofoed
- Ibs moder spilles af Bodil Udsen
- Ibs fader spilles af Preben Neergaard
- Artilleristen spilles af Henning Palner
- Tambouren spilles af Holger Perfort
- Asmus smed spilles af Ole Ernst
- Tyge Høeg spilles af Erik Paaske
- Espen Naas spilles af Paul Hüttel
- Præsten i Vordingborg spilles af Jørgen Buckhøj
- Syersken hos Tyge Høeg spilles af Birgitte Simonsen
- Tjeneren hos Tyge Høeg spilles af John Martinus
- Borgmester Nansen spilles af John Hahn-Petersen
- Bent Arvedssøn spilles af Søren Østergaard
- Feltpræsten spilles af Christoffer Bro
- Køkkendrengen Valde spilles af Thomas Wallin
- Bygmesteren spilles af Bent Warburg
- Cermonimesteren spilles af Palle Huld
- Hofdamen spilles af Jeanne Boel
- Ridefogeden spilles af Bjarne Buur
- Spionen spilles af Michel Carliez
- Holger Madsen spilles af Stig Hoffmeyer
- Thormod spilles af Søren Steen
- Kroværten spilles af Poul Glargaard
- Skægkorporal spilles af Mogens Brix-Pedersen
- Kokken spilles af Benny Hansen
- Bødkeren spilles af Kim Veisgaard
- Jens Jerntrøjes kone spilles af Inger Hovmand
- Kaptajn Ziegler spilles af Lars Lunøe
- Svensk koporal spilles af Max Hansen Jr.
- Elsebeth Buchwald spilles af Solbjørg Højfeldt
- Karen Buchwald spilles af Diana Axelsen
- Svensk soldat spilles af Peter Gantzler
- Svensk soldat spilles af Erik Holmey
- Svensk soldat spilles af Torbjørn Hartvig Hummel
- Svensk soldat spilles af Peter Gilsfort
- Svensk soldat spilles af Morten Eisner
- Svensk soldat spilles af Mads Keiser
- Svensk soldat spilles af Thomas Kirk
- Kgl. Sekretær spilles af Flemming Sørensen
- Kunstmaleren spilles af Niels Sleimann
- Dronningens Hofdame spilles af Birgit Thøt Jensen
- Vægteren spilles af Jørgen Fønss
- Hellebardisten spilles af Michael Mansdotter
- Gartneren spilles af Hardy Rafn
- Skotten spilles af Claus Andersen
- Instruktion Peter Eszterhás

## Afsnit
1. En ærlig mand (sendt første gang 4. januar 1992)
2. Død mand ønskes (sendt første gang 11. januar 1992)
3. Forræderen (sendt første gang 18. januar 1992)
4. Blandt de balsamerede (sendt første gang 25. januar 1992)
5. Brevet (sendt første gang 1. februar 1992)
6. Rotter på loftet (sendt første gang 8. februar 1992)
7. Dømt til døden (sendt første gang 15. februar 1992)
8. Tandpinen (sendt første gang 22. februar 1992)
9. Død eller levende (sendt første gang 29. februar 1992)
10. På glat is (sendt første gang 7. marts 1992)
11. Audiensen (sendt første gang 14. marts 1992)
12. Opgøret (sendt første gang 21. marts 1992)
13. En spådom går i opfyldelse (sendt første gang 28. marts 1992)